# Passer griseus
El gorrión gris (Passer griseus) es una especie de ave paseriforme de la familia de Passeridae que habita en el África subsahariana. Es el equivalente africano del gorrión común. 
Según estudios filogenéticos realizados por Arnaiz-Villena et al., esta especie está en efecto relacionada con otros gorriones de cabeza gris y estas especies están más estrechamente relacionadas dentro del género Passer con el gorrión común.